# Civitacampomarano
Civitacampomarano (Civëtë in molisano) è un comune italiano di 295 abitanti della provincia di Campobasso in Molise.

## Storia

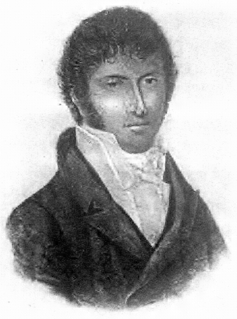
Vincenzo Cuoco, il famoso patriota napoletano nato a Civitacampomarano

### Epoca medievale
Dopo la caduta di Roma, Civitacampomarano era in epoca medievale (X secolo) un insieme di villaggi sparsi. Appare con il nome di Campomarano in un diploma dell'imperatore Ottone III di Sassonia, nipote di Ottone I il Grande, dell'anno 999, con il quale si confermava la donazione dell'anno 770, da parte del principe longobardo Arechi II, della chiesa di Sant'Angelo Altissimo (i cui resti sono ancora visibili su monte Sant'Angelo nei pressi del tratturo Celano-Foggia) in favore della Badia di Santa Sofia a Benevento. Nell'archivio della badia è conservato il documento che riporta:
«Ecclesia S. Angeli in Altissimis super Fluvium Bifernum finibus Campimarani».
In seguito all'espansione del suo territorio, che raggiunse buona parte degli insediamenti della popolazione circostante, e alla conseguente maggiore prosperità economica, gli abitanti decisero di fregiare Campomarano del titolo di "Civitas", anteponendolo al nome antico e dando vita all'attuale Civitacampomarano. Una testimonianza di ciò è riscontrabile in un documento del 1309 in cui Civitas Campimaranii è citata tra le comunità che corrisposero la decima alla diocesi di Guardialfiera, di cui a quel tempo faceva parte.

### Epoca angioina
Passata di signore in signore fino al XIII secolo, fu grazie agli Angioini che tornò a vivere giorni di benessere e a quel punto si riunì sopra un colle, dove fu costruito il castello, in sostituzione di un più antico insediamento fortificato della metà del XII secolo, il cui profilo è tuttora osservabile sulla pavimentazione del cortile interno, in prossimità delle scale che salgono al piano nobile.
Nella seconda metà del XIV secolo, ricevuta in dono dal consorte, Carlo III di Durazzo re di Napoli, la regina Margherita, al tempo della guerra tra i due rami della dinastia d'Angiò per la corona di Napoli, la vendette per denaro a Iacopo di Marzano e, successivamente, da questi passò alla famiglia Zurlo fino all'avvento della monarchia aragonese.
Nel 1443, Civitacampomarano fu concessa in feudo da Alfonso V d'Aragona, Re Alfonso I di Napoli, insieme al feudo di Torremaggiore e altri territori, a Paolo di Sangro, uno dei capitani di ventura più importanti del quattrocento italiano, come compenso del servizio reso alla causa aragonese durante la battaglia di Sessano del 28 giugno 1442, a scapito di Antonio Caldora, duca di Bari e Carbonara e marchese del Vasto, figlio del potentissimo condottiero Giacomo Caldora, che, schierato con Renato d'Angiò, ostacolò in ogni modo Alfonso d'Aragona nella conquista del Regno di Napoli. I commentatori dell'epoca sostengono che l'esito della battaglia fu determinato dal tradimento di Paolo di Sangro e dei suoi uomini che, nello scontro cruciale, passarono dalla parte del Re di Napoli, costringendo Antonio Caldora alla resa. A memoria del tradimento è ancora presente lo stemma sulla facciata principale: un grifone — simbolo della casata aragonese — che sostiene uno scudo e regge tra gli artigli due gigli capovolti, emblema della regalità in Francia sin dalla stirpe dei Capetingi.
Paolo di Sangro, sposato con Abenante Attendolo, zia di Francesco Sforza, duca di Milano, consolidò il potere familiare, come era comune in quel periodo, anche attraverso l'illustre matrimonio che concordò tra sua figlia, Altobella di Sangro, e un altro condottiero di ventura napoletano, Cola di Monforte, figlio di Angelo Monforte Gambatesa, conte di Campobasso, potente barone del Regno di Napoli.
Il feudo restò nelle mani della famiglia fino alla metà del XVI secolo quando Gianfrancesco di Sangro, I principe di Sansevero, lo alienò in favore dei Carafa, cui era legato da legami di parentela. Essi, a loro volta, alla fine del secolo, lo cedettero ad una ricca famiglia borghese, i Ferri. Agli inizi del XVIII passò alla famiglia d'Avalos, marchesi del Vasto, che il 17 gennaio del 1742 lo vendettero a Pasquale Mirelli, duca di Sant'Andrea e il cui figlio, Carlo Maria Mirelli, nel 1777 divenne l'ultimo duca di Civitacampomarano.

Nel XVIII secolo gli esponenti delle famiglie benestanti locali frequentavano gli studi superiori e universitari spesso a Napoli o a Salerno e riportavano nei luoghi natii quelle idee che illuminavano le menti più sensibili e desiderose di sapere. Sono gli stessi abitanti che in un Pubblico Parlamento del 1777 dichiarano:
«È composta questa cittadinanza di circa 350 fuochi e di questi molti capofuochi sono dottori di legge e di medicina, notai, giudici a contratto, speziali, mercanti, artisti, massari, e sono tanti».
In un mondo in cui il lavoro era maggiormente agricolo, in cui i tre quarti della popolazione era povera, queste idee lentamente cominciarono ad attecchire e a modificare l'antico rapporto tra l'università, qui intesa come la riunione dei cittadini rinchiusi nei feudi, e il signore. In pieno Illuminismo, in un periodo in cui uomini ispirati si battevano per una società più libera ed autonoma, in cui doveva prevalere la volontà della maggioranza, Civitacampomarano diede i natali a menti che seppero assimilare tanta cultura e irradiare il loro sapere, concependo una patria comune (prima nazionale e poi addirittura europea) e riconoscendo l'uguaglianza dei diritti di tutti i cittadini. Alcuni esponenti eminenti della società civitese dell'epoca furono Vincenzo Cuoco e Gabriele Pepe, Raffaele Pepe, Marcello Pepe, filosofi, politici e patrioti. Si ricorda anche Giuseppe Nicola d'Ascanio, figlio di un dottore in medicina e nipote di un farmacista, che a Civita organizzò una scuola privata alla quale si rivolsero molti giovani molisani e abruzzesi richiamati dalla nomea di questo colto insegnante e che si poneva come baluardo contro l'analfabetismo imperante allora nel Contado di Molise. Tutti questi intellettuali fautori, con altri, della Rivoluzione napoletana del 1799 si riunivano in un vero e proprio cenacolo filosofico presso il palazzo della baronessa Olimpia Frangipane, a Castelbottaccio, dove discutevano sugli abusi del feudalesimo e si confrontavano sulle nuove idee di libertà, uguaglianza e fraternità, auspicando una nuova coscienza nazionale.

Un segnale del lento cambiamento che stava attraversando quella società è rivelato da un episodio significativo avvenuto nei 1795. Prima di allora, terminata l'espansione a sud-est del castello, il borgo si era ampliato molto anche sul fronte occidentale del castello, che con il suo profondo fossato, si ritrovò a dividere completamente "Civita di sopra" da "Civita di sotto", costringendo gli abitanti a limitare il passaggio da una zona all'altra solo quando il ponte levatoio era abbassato. In quell'anno, gli abitanti, esasperati da questa sconveniente separazione, insorsero, abbattendo il muraglione che delimitava il fossato e riempiendo quest'ultimo per creare un collegamento tra le due parti, una strada che costeggia tuttora il castello sul lato nord. Un'altra testimonianza che i tempi stessero cambiando si può trovare in una lettera del 9 giugno 1798. Essa riporta una sentenza del tribunale di Napoli, inviata per conoscenza a quella di Lucera, in cui, probabilmente in risposta ad una denuncia della sommossa presentata alle autorità dal Duca di Sant'Andrea, il popolo riportò una vittoria sul signore:
«Al Signor don Carlo Pomicino Capo Ruota della Regia Udienza di Lucera.
Addì 8 giugno 1798.
Visti gli atti, intesi pienamente il duca di Sant'Andrea, barone di Civitacampomarano e l'Università, ed esaminate le memorie dai medesimi presentate si è stabilito: [...]
6) che non si impedisca ai cittadini l'uso civico, né i demaniali del feudo, ben inteso però, che questo uso civico debbano esercitare i cittadini nei demaniali aperti e non già nelle difese e territori chiusi appartenenti al barone; e qualora i cittadini credono, che tali difese e territori chiusi, appartenenti al barone, si dovessero aprire, ricorrano nel S. C. (Sacro Consiglio), ove la causa si trova dedotta senza alterarsi in tanto, riguardo a tale difese e territori chiusi, li decreti del S. C.[...]
8) che sia permesso all'università formarsi la strada, per comodo del pubblico, nel suolo che circonda il palazzo baronale, pagandone al padrone l'importo del suolo, che occuperà questa nuova strada nel modo che dai periti sarà giudicato.»
Attualmente la strada che corre lungo il lato nord del castello, via Guglielmo Marconi, è delimitata da case che non risalgono all'insurrezione, in quanto il terremoto del 1805 le fece crollare. Quelle visibili oggi sono state ricostruite dopo l'evento sismico ed è possibile scorgerne evidenti differenze strutturali rispetto alle altre case circostanti più antiche (pietre grandi con superficie a faccia vista piana o in rilievo, modellate con puntello, dette "bolognini").
Nel periodo napoleonico-murattiano, Civitacampomarano era un centro giacobino impegnato nella lotta contro il brigantaggio. Questi banditi si erano aggregati ai sanfedisti e commettevano ogni genere di soprusi ai danni dei gentiluomini, probabilmente assoldati anche dagli stessi Borboni, accrescendo in alcuni di essi un desiderio di restaurazione del vecchio regime borbonico, visto come unico freno alla diffusione del fenomeno.
Così come nel Parlamento napoletano, con Gabriele Pepe, Civitacampomarano ebbe l'onore di avere per anni un proprio concittadino seduto al Parlamento del Regno d'Italia, l'on. Marcello Pepe. Per avere un'idea dell'importanza che raggiunse in quegli anni, basti pensare che il paese era capoluogo di mandamento e qui furono istituiti importanti presidi del Regno, come l'Ufficio del Registro (competenza che è poi confluita nell'attuale Agenzia delle Entrate), l'Ufficio di leva (che aveva sede in un palazzo, ora privato, il quale conserva nei soffitti degli ambienti ufficiali affreschi e stucchi della fine dell'Ottocento) e la Pretura, oltre alle due parrocchie, diverse confraternite (tra cui un ordine di ospedalieri), un Monte frumentario e delle importanti scuole.
Nel XX secolo il borgo raggiunse i 3 000 abitanti, ma a causa delle scadenti vie di comunicazione, un terreno prevalentemente montuoso, la lontananza dai centri economici della regione, presto si è spopolato fino ad arrivare a 410 residenti, dati del 2016.
A partire dal 4 marzo 2017 il territorio comunale è interessato da un preoccupante movimento franoso dovuto al dissesto idrogeologico che interessa l'area.

### Simboli
Lo stemma comunale è azzurro e raffigura tre torri d'oro, con merlatura alla guelfa, fondate una accanto all'altra sulla campagna di verde, quella centrale più alta, ciascuna sormontata da una stella d'argento a cinque punte. Il gonfalone è un drappo partito di verde e di bianco.

## Monumenti e luoghi d'interesse

### Castello Angioino

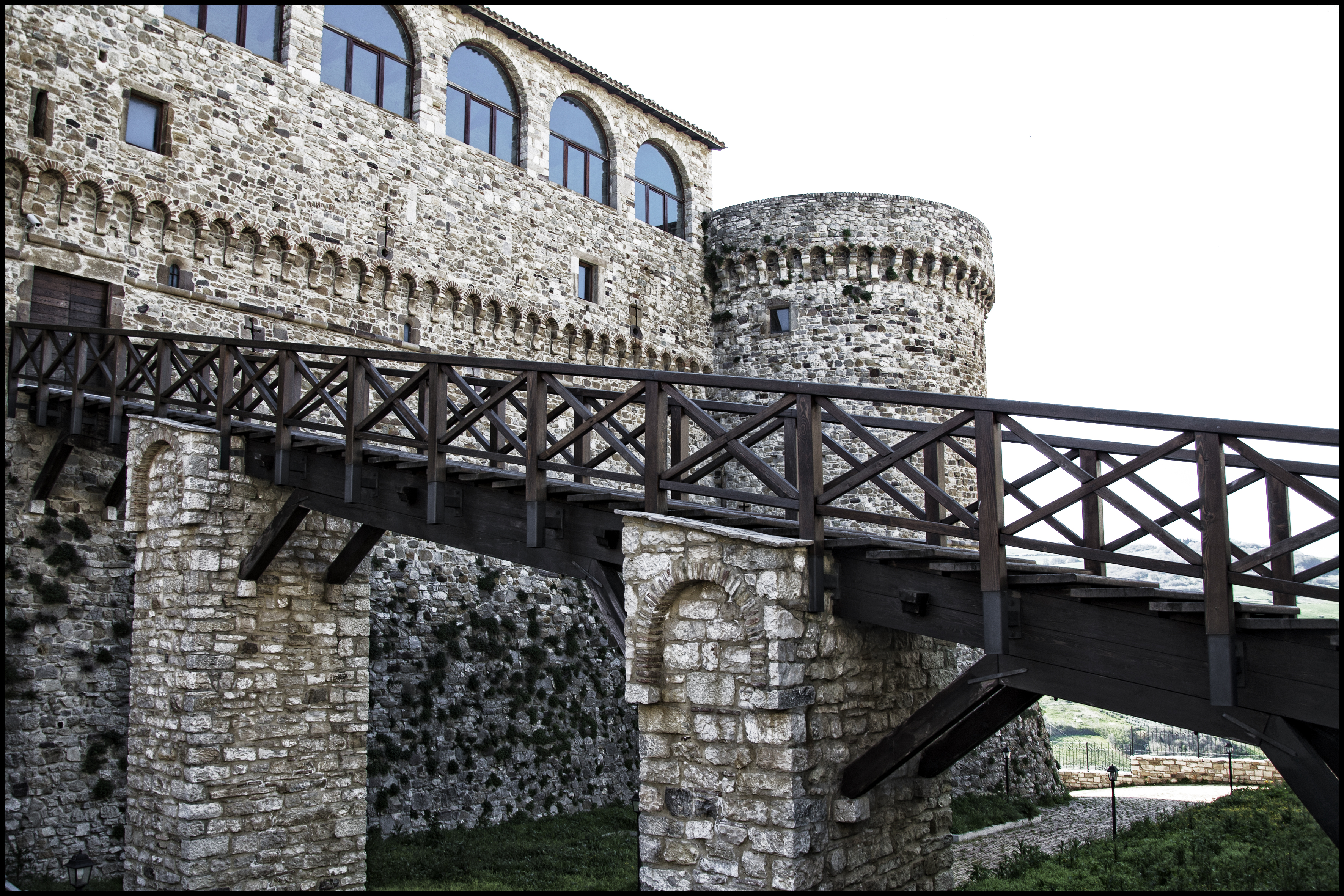
il castello: facciata

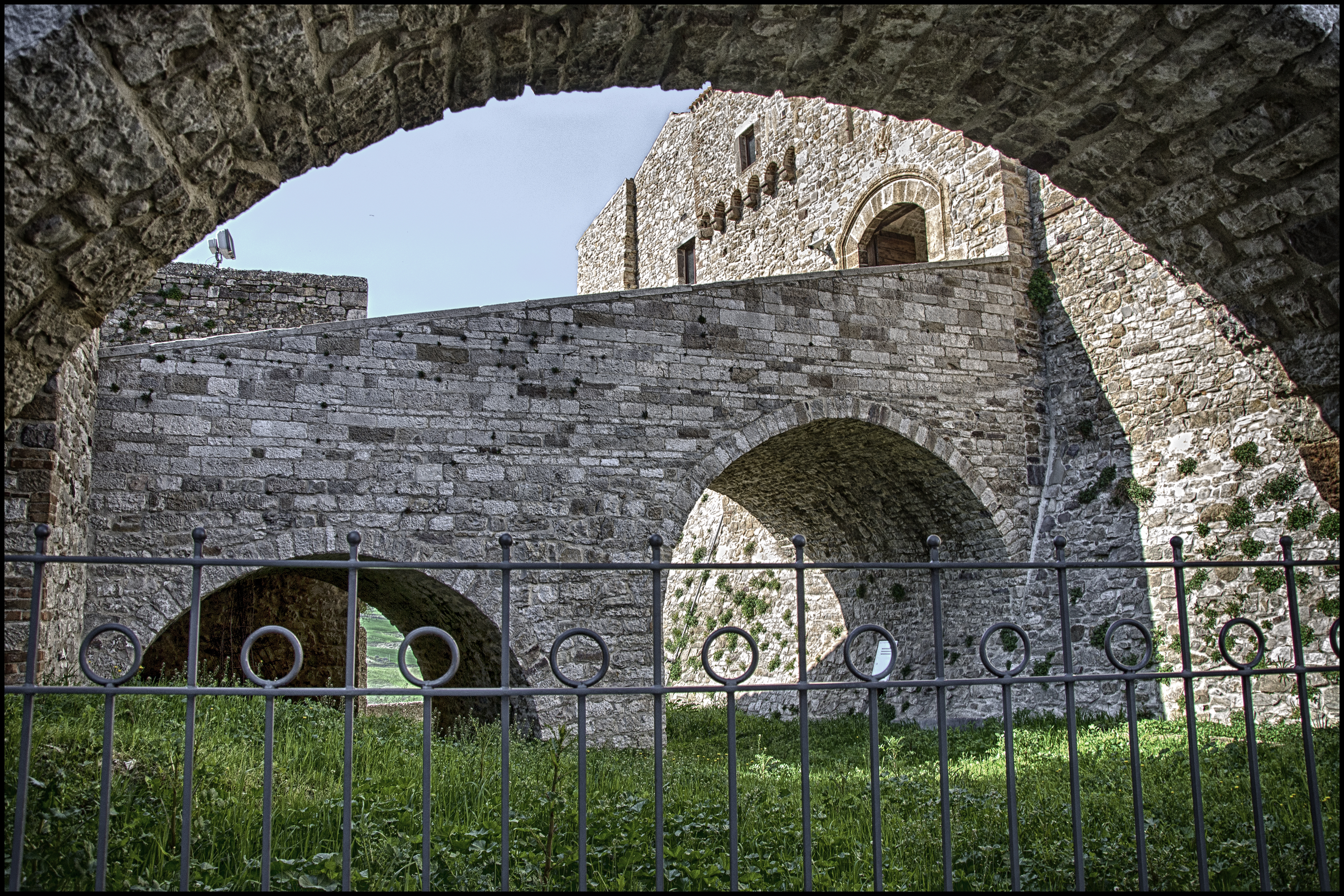
il castello: ponte interno

Il castello è il principale monumento della cittadina. Si erge nella parte centrale del paese su un crinale di arenaria, fra i torrenti Mordale, che attraversa la Cavatella, e il Vallone Grande, uno degli affluenti del fiume Biferno e, secondo gli studiosi, la struttura dovrebbe risalire al XIII secolo, presentando l'edificio degli elementi architettonici tipici dell'epoca, sotto la dominazione angioina.
La pianta è quadrangolare, scandita ai vertici da tre torri cilindriche, di cui due perfettamente conservate, mentre una, parzialmente distrutta, è stata ricostruita durante i lavori di restauro. Intorno alla struttura vi è un fossato che si affaccia sull'attuale Piazza Municipio, oggi colmato dal verde, ma che, dalla fine del Quattrocento in poi, separava il castello dalla cinta muraria occidentale. È ancora visibile, sull'estremo sud-ovest di questa, una quarta torre più piccola che fa parte, attualmente, di una delle case private costruite a ridosso delle mura.
Dichiarato Monumento nazionale il 2 maggio del 1979 con Decreto del Ministero per i Beni e le Attività culturali, è stato acquistato dallo Stato nel marzo del 1988, preso in consegna nel 1996 ed è stato chiuso per un lungo lavoro di restauro tra la fine degli anni Novanta e i primi del Duemila.

### Chiesa di Santa Maria Maggiore
Fondata nell'XI secolo circa, la chiesa è stata completamente ricostruita in stile gotico durante la dominazione degli Angioini e rimodellata nell'epoca barocca. La copertura esterna è in pietra, con pianta rettangolare. L'interno a navata unica, ha un pregevole altare ligneo del 1620.
Il campanile è una robusta torre con cuspide a quattro facce. Incastonata nel lato nord si trova una lapide di difficile interpretazione. Sembra infatti che sia stata aggiunta nel 1620 in ricordo di un altare, presente nella chiesa stessa, dedicato a San Giacomo che custodiva le reliquie del santo.

### Chiesa di Santa Maria delle Grazie
Si trova lungo via Vincenzo Cuoco e il suo fonte battesimale e portone di accesso sono originari della chiesa di Santa Maria Maggiore, crollata il 4 febbraio del 1903.
Il portale è di origine tardo gotica ed è costituito da un arco a sesto acuto. La chiesa ha pianta rettangolare ed è costituita da due navate divise da archi a tutto sesto. Il fonte battesimale che custodisce è rimasto l'unico fino al 1624, nonostante nel paese vi fossero più chiese e due distinte parrocchie.
L'altare, che risale al 1779 e proviene anch'esso dalla chiesa crollata, è in marmi policromi ed è sormontato da una pregevole pala settecentesca di legno intarsiato, con colonne tortili barocche, e ricoperta in lamina d'oro zecchino, la quale reca in alto una rarissima tela della Sacra Famiglia.
Nella balconata posta sopra l'ingresso è installato anche un antico organo che presenta ancora l'antico meccanismo a mantice.
All'esterno della chiesa, sul lato sinistro, vi è un fondaco con un portale in pietra sulla cui architrave vi sono incise due colombe e, tra di esse, un cerchio con inscritto un esalfa, un simbolo presente anche in altre chiese benedettine come Santa Maria di Canneto, nel vicino comune di Roccavivara.
Attualmente è chiusa e in fase di restauro.

### Chiesa di San Giorgio martire
Essa si trova su uno sperone di arenaria alto oltre cento metri e domina il dirupo che si apre sotto di essa, la Cavatella.
Non sono pervenute notizie certe circa la fondazione dell'edificio di culto, ma da un bassorilievo posto nella parte alta della facciata potremmo averne un'idea. Esso raffigura il santo cui è dedicato l'edificio, tradizionalmente rappresentato a cavallo, e qualora fosse stato scolpito contestualmente all'edificazione della chiesa, potremmo datare tutta la struttura principale intorno al X secolo.
Negli anni ha subito varie modificazioni. Uno studio condotto sul paese e la sua conformazione di roccaforte martiniana asserisce che alla fine del 1400 abbia subito degli aggiustamenti durante i lavori di rifacimento dell'assetto del feudo per renderla uno degli avamposti difensivi del paese, il tutto secondo un progetto di Francesco di Giorgio Martini.
Intorno al 1910 il parroco dell'epoca, Don Michele Mirco, acquistò il diritto di costruire al di sopra di case private che si erano negli anni affiancate al muro esterno destro della chiesa per realizzare quella che ora è la navata di destra della chiesa. Inoltre aumentò lo spessore del muro di sinistra della navata principale ricreando delle nicchie ad arco a tutto sesto speculari a quelli di passaggio alla navata di destra, creati sempre in quegli anni per consentire l'ampliamento dell'edificio di culto. Alla costruzione di questo secondo muro sul lato di sinistra dobbiamo la resistenza della chiesa ad un cedimento del muro perimetrale esterno che è avvenuto nei primi anni Sessanta.
La facciata esterna, più volte manipolata negli anni, ora ha un prospetto rettangolare sul quale si aprono il portale, una finestra e un varco circolare decentrato, ora chiuso, e che in precedenza si trovava lungo l'asse simmetrico della struttura.
La torre campanaria è un unicum nel suo genere in Molise e assomiglia più ad una torre di difesa con funzioni di vedetta che richiama costruzioni simili ubicate in Toscana. Gabriele Palma asserisce che fosse «munita, nella parte alta, di un'armatura leggera a sbalzo in legno, della quale rimangono ancora le travi sporgenti della base dette "ingattonate"»
La pianta è rettangolare e all'interno sono presenti due navate. Quella principale è sormontata da un soffitto a cassettoni al quale sono appesi due magnifici lampadari.
Nel presbiterio è collocato un altare in marmo nel quale sono conservate la reliquia del corpo di San Donato martire. È in stile tardo-barocco, presenta elementi vegetali e fiori stilizzati e dei drappi. Vi è presente anche un'iscrizione che lo data al 1780.
Di fine settecento è anche l'organo ligneo finemente dipinto che si trova sulla balconata che sovrasta l'ingresso. Dopo il restauro, nella chiesa sono stati ospitati dei concerti di musica sacra incentrati sul suono di questo antico strumento.
Vengono qui conservate, in nicchie presenti nei muri laterali, le statue di tredici santi. Nella festa del santo patrono, san Liberatore, che ricorre il 13 maggio (anche se negli ultimi anni si è deciso di spostarla alla domenica più vicina per dare la possibilità al maggior numero di persone di essere presente), vengono portati a spalla dai fedeli durante una processione che abbraccia tutto il paese. Di particolare interesse è quella di San Giorgio, un'imponente rappresentazione del santo a cavallo immortalato nell'atto di uccidere il demonio, dalle sembianze di un drago, con la sua lancia. Anche il suo peso è eccezionale, oltre i 4 quintali.
Sul lato sinistro della chiesa è presente un grande terrazzo cui vi si accede attraverso una porta che si trova nelle immediate vicinanze dell'ingresso. La sua particolarità risiede nel fatto che la maggior parte della sua superficie insiste sul vuoto, creatosi a causa dell'erosione attuata dal torrente Mordale, che scorre a valle della Cavatella. La sua costruzione è avvenuta nel 1993, quando, chiusa la chiesa per il restauro, ci si è interrogati su quale fosse la soluzione più vantaggiosa per poter montare i ponteggi necessari al rifacimento del ripido tetto. Ora è rimasto per consentire la manutenzione esterna e offre un panorama unico: un affaccio sulla vallata sospesi a oltre cento metri dal fondo. La chiesa è stata poi riaperta e riconsacrata in una solenne cerimonia il 29 luglio 2000.
Nonostante una popolazione non molto elevata, le parrocchie di Santa Maria Maggiore (attualmente con sede in Santa Maria delle Grazie) e San Giorgio martire erano distinte e si racconta che spesso non correva buon sangue tra i due rispettivi parroci. Ad esempio nel 1666 fu stabilito che dovesse precedere l'altra nelle funzioni del Sabato Santo e nel suono della campana e che il titolare di San Giorgio fosse tenuto al pagamento di una penale di centro ducati in caso di trasgressione. I successori di questi non furono da meno, tanto che la loro rivalità li portò davanti alla Sacra Congregazione del Concilio la quale, nel 1775 decretò che il titolo arcipretale spettasse unicamente a Santa Maria Maggiore e che San Giorgio dovesse rimanere semplice parrocchiale.
Questa riveste oggi il ruolo di unica chiesa aperta al culto all'interno del centro abitato.

### Casa natale di Vincenzo Cuoco
Semplice casa del borgo medievale, costruita in pietra grezza, con piccolo portale incorniciato.
All'esterno campeggia una lastra in marmo con inciso:
«In questa umile casa nacque il I ottobre 1770 Vincenzo Cuoco. Scampato dalle forche del 1799, nell’esilio narrò le lotte fra principato e repubblica, con parola serena ed ammonitrice, calda del sangue dei martiri. Risalendo all’antichissima filosofia italica e divulgando Giambattista Vico, volle restaurato il sapere e le virtù patrie con le tradizioni di nostra gente. Il 13 dicembre 1823 morì in Napoli fra il silenzio degli oppressi. Il suo presagio fu storia delle nazioni risorte. La Provincia con orgoglio di madre il 1905.»
All'interno vi è una sala convegni e alcune camere, predisposte ad accogliere ospiti e turisti.

### Casa del mercante
Nel 2008 il "Centro Documentazione e Formazione Beni Culturali e Architettonici" ha effettuato uno studio completo di questo edificio che si trova nei pressi della chiesa di San Giorgio.
L'ingresso è costituito da un portale con arco a tutto sesto il quale per metà è interrotto da un parapetto che fungeva da banco di vendita, con un'apertura nella parte inferiore, ora murata. In tempi non lontani, infatti, la casa era adibita a vendita del pane.
Vi si trova una pietra piuttosto rozza con l'iscrizione "A D 1732 I" (Anno Domini 1732), che potrebbe indurre a pensare si riferisca all'anno di costruzione dell'immobile. In realtà questa, come le altre formelle incastonate della muratura, risultano provenire dalla demolizione della chiesa che si trovava di fronte al castello, di cui ora rimane solo il campanile, e che crollò a causa dello sfaldamento di un costone tufaceo nel 1903.
Degne di nota, in particolare, sono due pietre che riportano dei particolari bassorilievi. Una riporta una figura allungata, probabilmente un giovane dormiente, appoggiato su un fianco e che sorregge la propria testa con il braccio destro. L'altra, anche se molto rovinata, cela la sagoma di un guerriero nell'atto di brandire una spada con la mano destra, mentre sotto i piedi ha un serpente, forse un drago. Gli studi hanno portato a ritenere che il guerriero in realtà sia una rappresentazione di San Michele, eccezionalmente raffigurato senza ali, e non San Giorgio, come pareva suggerire la collocazione della casa nei pressi della chiesa dedicata al santo.
La forma attuale del fabbricato dipende dai lavori di demolizione e messa in sicurezza che furono necessari nel 1990 e realizzati dal Comune di Civitacampomarano, a seguito dei quali fu realizzata anche la piazzetta antistante.

### Cimitero napoleonico
Si tratta dell'antico cimitero del paese, costruito dopo l'emanazione dell'editto di Saint Cloud da parte di Napoleone Bonaparte che prevedeva la tumulazione dei defunti al di fuori delle mura, sia per evidenti ragioni igienico-sanitarie, sia per evitare discriminazioni tra i cittadini. Prima di allora infatti, si era soliti seppellire le persone di classi non abbienti in fosse comuni, mentre solo agli ecclesiastici e alle classi nobili era consentita la tumulazione nelle chiese in loculi individuali.
Questo è uno dei pochi esempi rimasti visibili di cimiteri napoleonici nel Centro e nel Sud Italia, progettato dall'architetto Domenico Antonio Diodati nel 1819. Le prime sepolture furono effettuate nel 1841 attorno al nucleo della cappella principale ultimata in quell'anno. Il cimitero venne completato nel 1851.

### Parco Vallemonterosso
Situato ad un'altezza media di 850 m s.l.m., il parco è immerso nel bosco comunale di Civitacampomarano.

### I Calanchi
In un territorio di 520 ettari nel comune di Civitacampomarano è possibile osservare i calanchi, delle formazioni erosive modellate dall'azione delle acque piovane sui terreni argillosi del luogo e scarsamente ricoperti dalla vegetazione.
Il sito è stato classificato tra le aree protette e dichiarato Sito di Interesse Comunitario e presenta vari punti di osservazione dislocati in tutta l'area.

### Museo a cielo aperto di arte contestuale

Alcune opere realizzate nel corso delle prime due edizioni del CVTà Street Fest
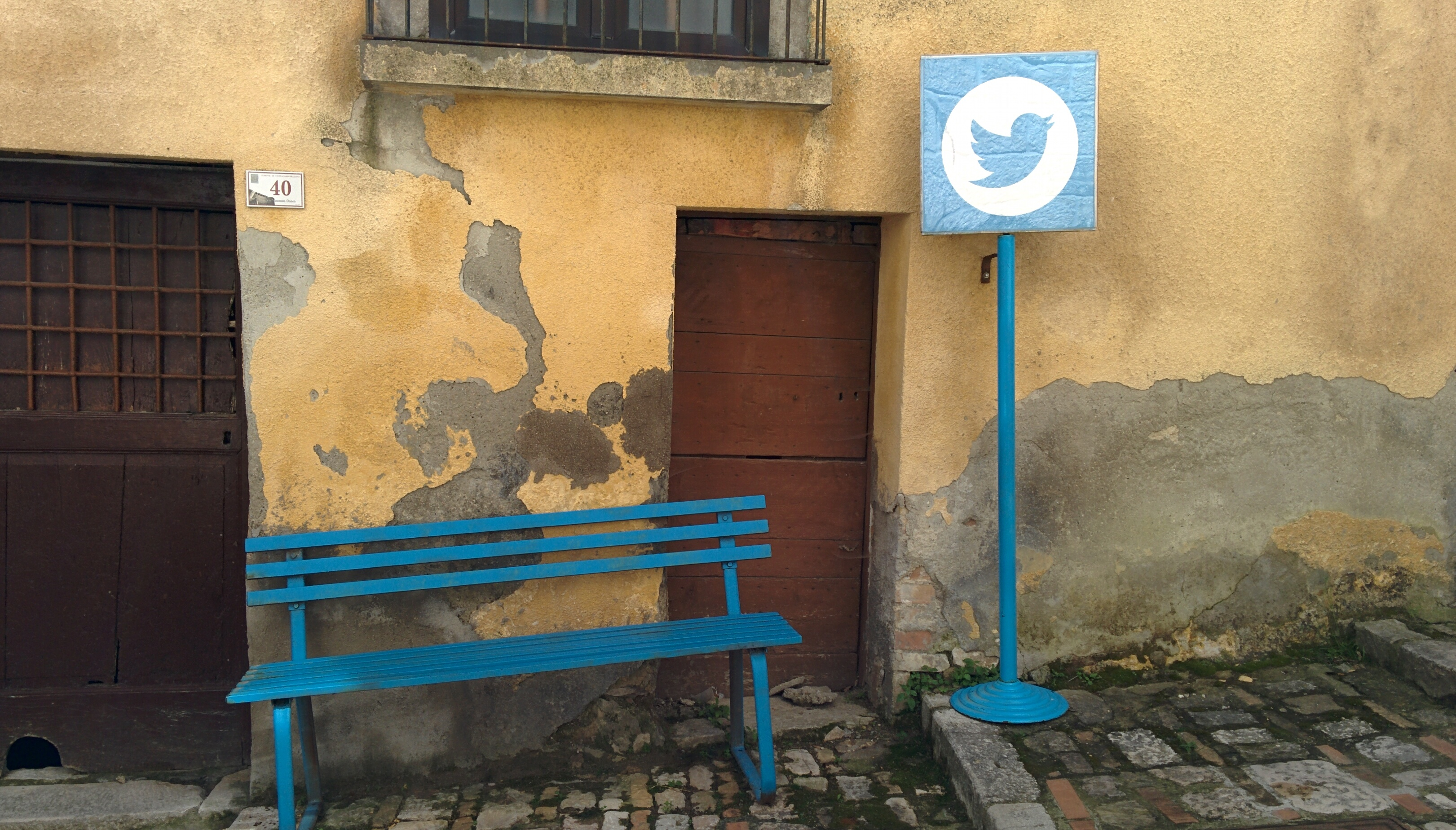
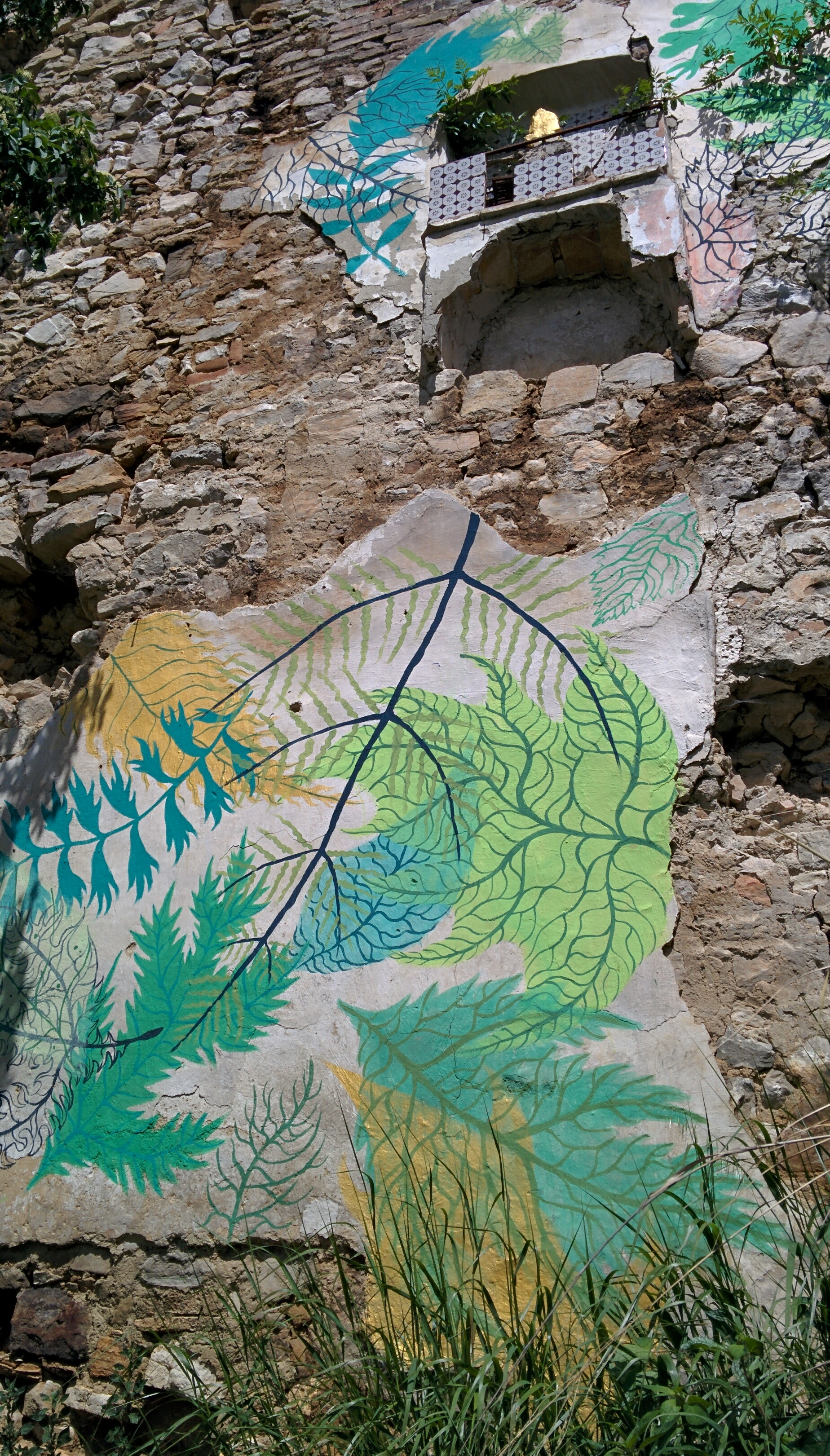
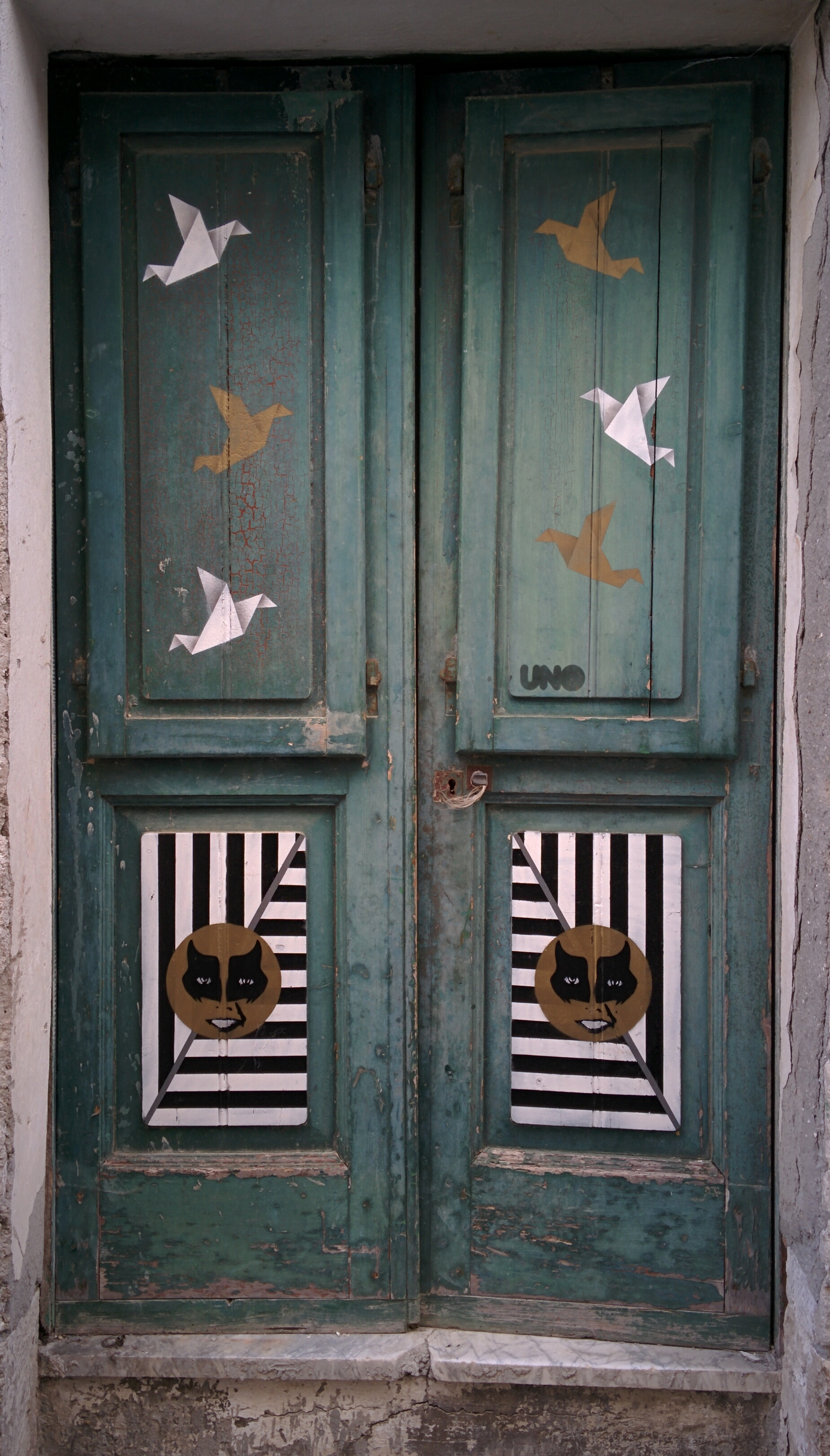
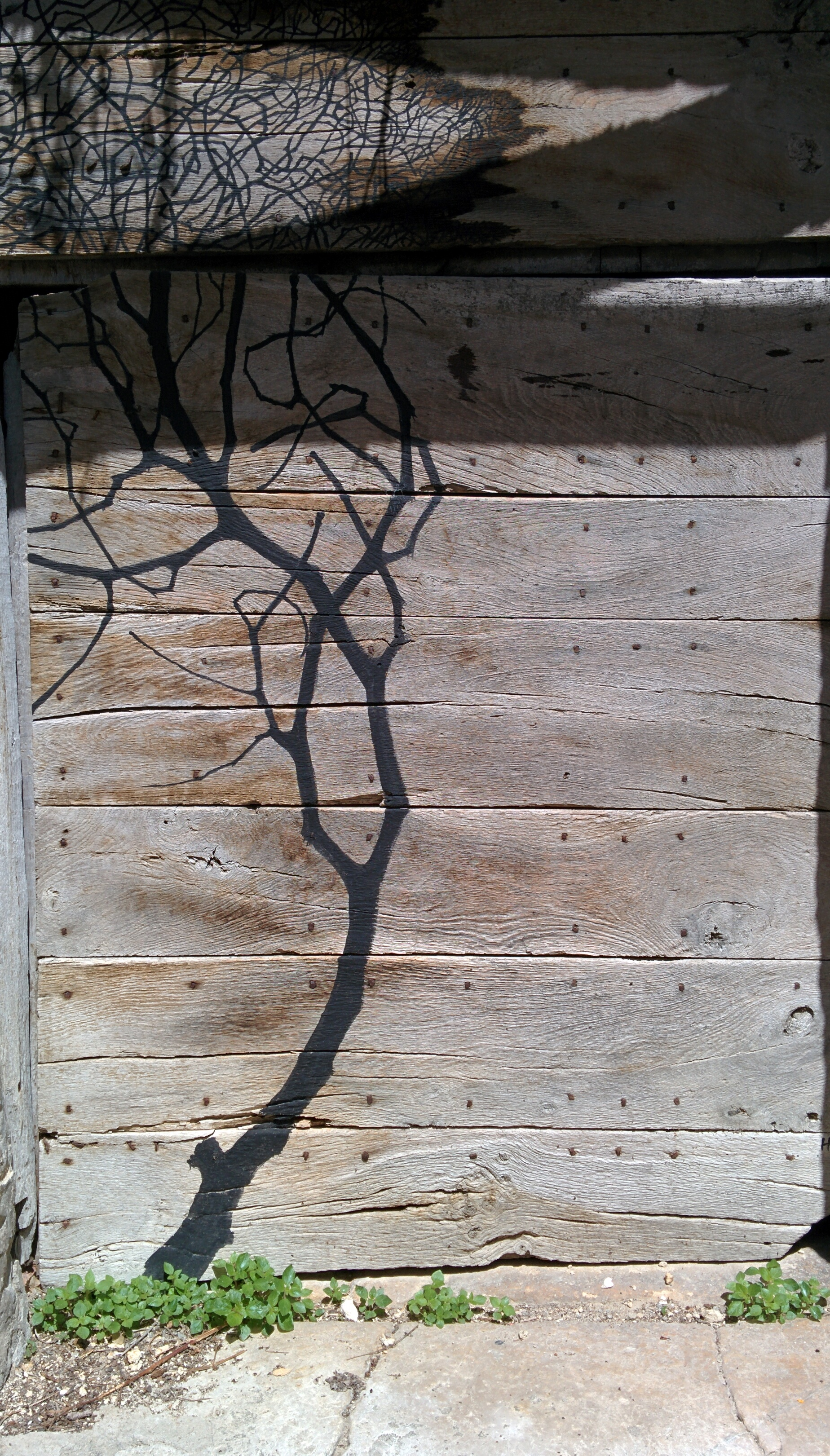
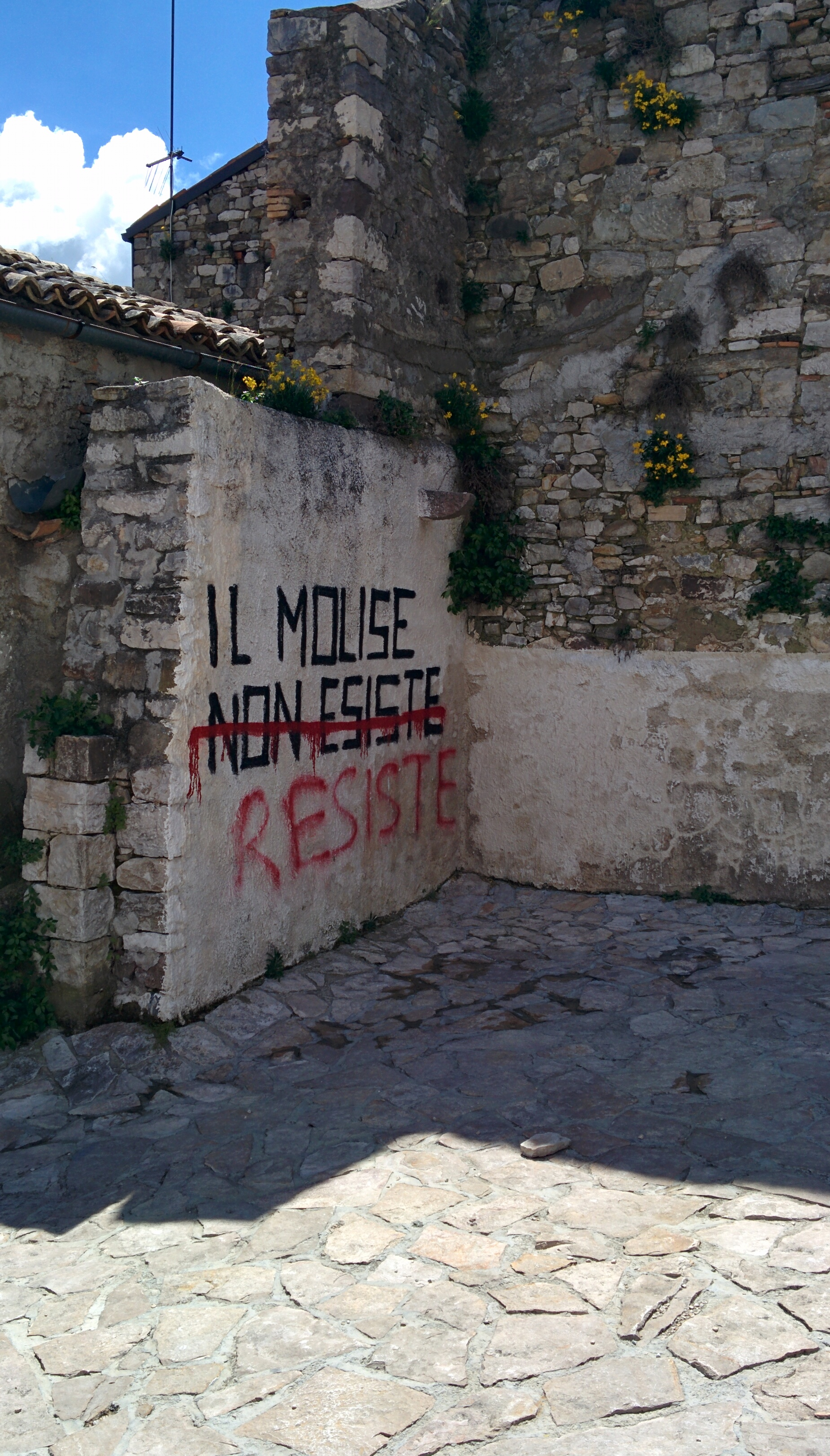
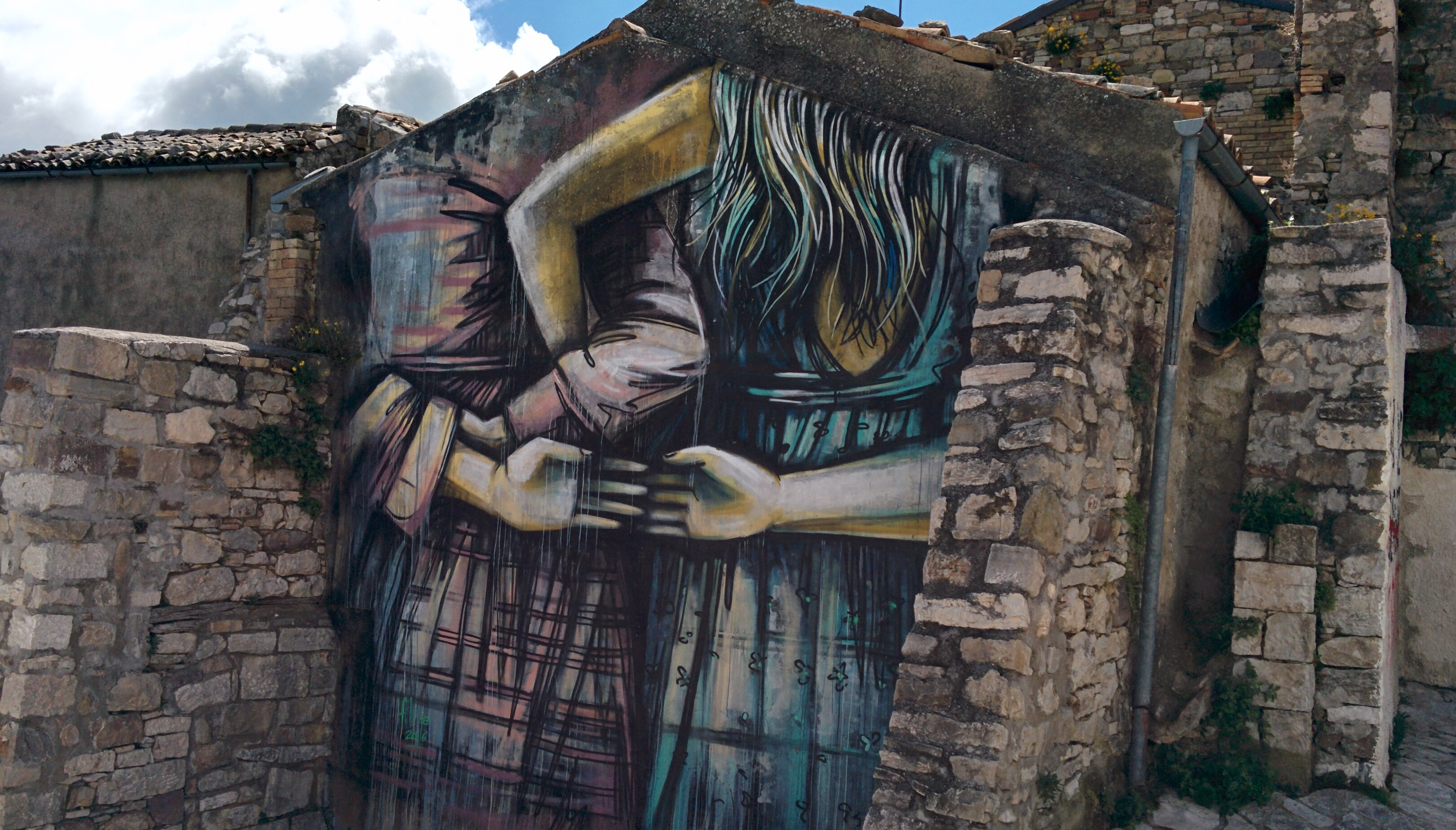

Le edizioni del CVTà Street Fest hanno lasciato sui muri del borgo le opere di tutti gli artisti che hanno abbracciato il progetto di valorizzazione e riscoperta di Civitacampomarano.

## Società

### Evoluzione demografica
Abitanti censiti

### Etnie e minoranze straniere
Al 31 dicembre 2015 a Civitacampomarano risultavano residenti 27 cittadini stranieri (6,47%), le nazionalità più rappresentate sono:
- Marocco: 14 (3,36%)

### Tradizioni e folclore
- 19 marzo - festa di San Giuseppe artigiano durante la quale le famiglie che vogliono onorare un voto o manifestare la propria devozione, preparano presso le proprie abitazioni le cosiddette "Tavole di San Giuseppe" articolate in 13 portate a base di ceci, verdure, pasta con la mollica, pesce, in particolare baccalà, dolci, come il riso con il latte, e frutta;
- 13 maggio - festa di San Liberatore, patrono del paese (negli ultimi anni spostata, quando cade in giorni diversi dal sabato e dalla domenica, alla domenica più vicina) con processione per le strade del paese con le tredici statue dei santi, ospitati nella chiesa parrocchiale, e benedizioni degli animali domestici e non in piazza Municipio;
- 23 giugno - fiera per la festa di San Giovanni in località San Giovanni, anticamente grande fiera di bestiame[22];
- 3 ottobre - fiera di San Francesco, in località San Giovanni, sempre in passato era una grande fiera di bestiame[22].

## Geografia antropica

### Urbanistica
Civitacampomarano è uno dei rari esempi dell'Italia Meridionale di roccaforte martiniana. Il nome è riferito a Francesco di Giorgio Martini, architetto senese vissuto nella seconda metà del XV secolo.

## Economia

### Turismo
(Vincenzo Cuoco - Platone in Italia)
Dal 2012 l'amministrazione comunale, nell'intento di rafforzare l'impegno nella promozione dello sviluppo economico e sociale del territorio ha istituito la Denominazione comunale d'origine per tutelare e valorizzare i prodotti tipici del territorio e ha assegnato il primo marchio De.C.O a un'azienda produttrice dei tipici dolci civitesi, i "cielli".
Inoltre ha aderito al progetto Borghi della lettura, per creare un'offerta di turismo tematico, ponendo l'accento su ambiente e cultura e alla Rete Italiana Cultura Popolare con lo scopo di "valorizzare, conservare e promuovere a livello nazionale due festività molto sentite, in cui si abbinano gli aspetti sacri e pagani: San Giuseppe e San Liberatore.".
Dal 2016 è stato inoltre organizzato il primo festival di street art, la cui direzione artistica è stata affidata ad Alice Pasquini, in arte "Alicè", che con Civitacampomarano ha anche un legame biografico essendo questo il paese di origine del nonno materno.

## Amministrazione
Di seguito è presentata una tabella relativa alle amministrazioni che si sono succedute in questo comune.
| Periodo        | Periodo        | Primo cittadino       | Partito                   | Carica  | Note   |
| -------------- | -------------- | --------------------- | ------------------------- | ------- | ------ |
| 1978           | 1983           | Guido Di Ninno        |                           | Sindaco | [ 27 ] |
| 1983           | 21 luglio 1988 | Mario Felice Di Paolo | Democrazia Cristiana      | Sindaco | [ 27 ] |
| 21 luglio 1988 | 6 giugno 1993  | Mario Felice Di Paolo | Democrazia Cristiana      | Sindaco | [ 27 ] |
| 6 giugno 1993  | 28 aprile 1997 | Mario Felice Di Paolo | Democrazia Cristiana      | Sindaco | [ 27 ] |
| 28 aprile 1997 | 14 maggio 2001 | Maurizio Ciafardini   | Partito Popolare Italiano | Sindaco | [ 27 ] |
| 14 maggio 2001 | 30 maggio 2006 | Maurizio Ciafardini   | lista civica              | Sindaco | [ 27 ] |
| 30 maggio 2006 | 16 maggio 2011 | Gianfranco Tetta      | lista civica              | Sindaco | [ 27 ] |
| 16 maggio 2011 | 5 giugno 2016  | Paolo Manuele         | lista civica              | Sindaco | [ 27 ] |
| 5 giugno 2016  | 4 ottobre 2021 | Paolo Manuele         | lista civica              | Sindaco | [ 27 ] |
| 4 ottobre 2021 | in carica      | Paolo Manuele         | lista civica              | Sindaco | [ 27 ] |